# Chaetosa punctipes
Chaetosa punctipes är en tvåvingeart som först beskrevs av Johann Wilhelm Meigen 1826.  Chaetosa punctipes ingår i släktet Chaetosa och familjen kolvflugor. Arten är reproducerande i Sverige. Inga underarter finns listade i Catalogue of Life.

## Bildgalleri

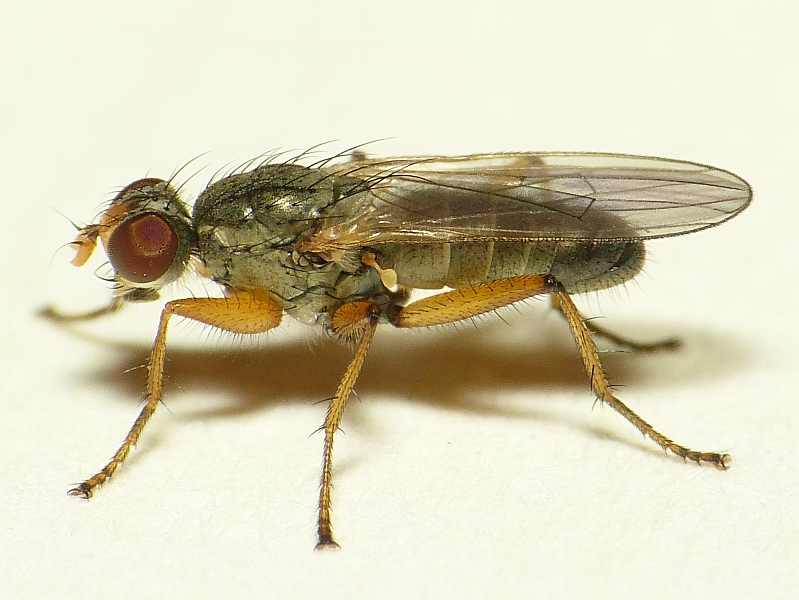